# John V. Beamer

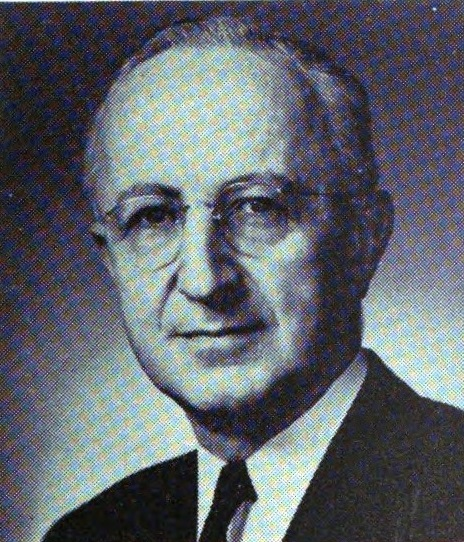
John V. Beamer, 1957

John Valentine Beamer (* 17. November 1896 im Wabash County, Indiana; † 8. September 1964 in Anderson, Indiana) war ein US-amerikanischer Politiker. Zwischen 1951 und 1959 vertrat er den Bundesstaat Indiana im US-Repräsentantenhaus.

## Werdegang
John Beamer besuchte die öffentlichen Schulen in Roann und danach bis 1918 das Wabash College in Crawfordsville. Während der Endphase des Ersten Weltkrieges war er Soldat in einer Artillerieeinheit. Zwischen 1919 und 1921 arbeitete Beamer für die in Wabash ansässige Firma Service Motor Truck Co.; von 1921 bis 1928 war er Vertreter eines Schulbuchherstellers in New York City und Chicago. Anschließend wurde er Vizepräsident und Manager der Firma Baking Powder & Chemical Co. Diesen Posten hatte er zwischen 1928 und 1941 inne. Gleichzeitig war er zwischen 1935 und 1942 in gleicher Funktion bei der Firma Union Rock Wool Corp. tätig. Außerdem betrieb er in Wabash eine Farm.
Politisch war Beamer Mitglied der Republikanischen Partei. In den Jahren 1949 und 1950 saß er als Abgeordneter im Repräsentantenhaus von Indiana. Bei den Kongresswahlen des Jahres 1950 wurde er im fünften Wahlbezirk von Indiana in das US-Repräsentantenhaus in Washington, D.C. gewählt, wo er am 3. Januar 1951 die Nachfolge von John R. Walsh antrat. Nach drei Wiederwahlen konnte er bis zum 3. Januar 1959 vier Legislaturperioden im Kongress absolvieren. Diese waren von den Ereignissen des Kalten Krieges und des Koreakrieges sowie der Bürgerrechtsbewegung geprägt.
1958 wurde John Beamer nicht wiedergewählt. In den Jahren 1960 und 1961 war er Mitglied des National Selective Service Appeal Board. Danach zog er sich in den Ruhestand zurück. Er starb am 8. September 1964 in Anderson.